# Walter Sedlmayr
Walter Sedlmayr (Monaco di Baviera, 6 gennaio 1926 – Monaco di Baviera, 14 luglio 1990) è stato un attore tedesco bavarese.

## Biografia

### Carriera
Diplomatosi in tempo di guerra nel 1945, Sedlmayr fu arruolato come flakhelfer verso la fine della seconda guerra mondiale. La sua carriera iniziò con ruoli minori con la Münchner Kammerspiele, nella quale ha recitato per più di 25 anni, e in numerosi film di genere Heimatfilm durante gli anni 1940 e 1950.
Dal 1977 al 1988, interpretò il ruolo di Franz "Josef" Schöninger, protagonista della serie televisiva Polizeiinspektion 1.

### Morte
Il 15 luglio 1990, Sedlmayr è stato trovato morto e mutilato nella camera da letto del suo appartamento di Monaco di Baviera. Era stato legato, accoltellato allo stomaco e picchiato sulla testa con un martello. Il 21 maggio 1993, i fratellastri Wolfgang Werlé e Manfred Lauber, ex soci in affari di Sedlmayr, sono stati condannati all'ergastolo per il suo assassinio. Sono stati scarcerati sulla parola nel 2007 e 2008 rispettivamente.
La vita e l'omicidio di Sedlmayr sono stati oggetto della Wambo 2001 biopic di Jo Baier, dove è stato interpretato da Jürgen Tarrach, e di un episodio della serie televisiva ARD Die großen Kriminalfälle.
Nell'ottobre 2009, gli avvocati di Wolfgang Werlé inviarono alla Wikimedia Foundation un'ingiunzione di cancellazione dei contenuti attribuiti a Werlé da Wikipedia presenti nella voce in lingua inglese su Walter Sedlmayr.

## Filmografia parziale

### Cinema
- La paura mangia l'anima (Angst essen Seele auf), regia di Rainer Werner Fassbinder (1974)

### Televisione
- La libertà di Brema (Bremer Freiheit), regia di Rainer Werner Fassbinder – film TV (1972)